# Серо (Ла Специја)
Серо је насеље у Италији у округу Ла Специја, региону Лигурија.
Према процени из 2011. у насељу је живело 106 становника. Насеље се налази на надморској висини од 578 м.